# 性教育120%
『性教育120%』（せいきょういくひゃくにじゅっパーセント）は、原作：田滝ききき、作画：ほとむらによる日本の漫画作品。
『@vitamin』（KADOKAWA）で2020年1月14日から電子連載されていた、「とにかく明るい性教育」を題材にした作品である。この時代に必要とされる性知識を「下ネタ以上、マジメ未満」のスタンスで描いた性教育コメディで、連載時には読者から肯定的なコメントが多く寄せられた。第2巻の巻末では、シオリーヌ（大貫詩織）がゲスト出演している。

## あらすじ
女子高校1年生の保健体育を担当する辻先生は、従来の性教育に疑問を感じていた。生徒から「セックスの誘い方」について質問された辻先生は、そこから大胆かつ体当たりな性教育を次々と実践していく。
第1巻のテーマ
安全なセックス、女性のオナニー、同性同士の恋愛など
第2巻のテーマ
性的同意、異性の体、性役割の問題など
第3巻のテーマ
同性との恋愛、トランスジェンダー、避妊DVなど

## 書誌情報
- 田滝ききき（原作）・ほとむら（作画） 『性教育120%』KADOKAWA〈単行本〉、全3巻
  1. 2020年2月14日発売[7]、ISBN 978-4-0491-3001-0
  2. 2020年8月7日発売[3]、ISBN 978-4-0491-3347-9
  3. 2021年2月10日発売[8]、ISBN 978-4-0491-3674-6

- Kikiki Tataki, Hotomura『Sex Ed 120%, Vol. 1』Yen Press、2021年5月18日。ISBN 978-1-9753-2088-1。
- Kikiki Tataki, Hotomura『Sex Ed 120%, Vol. 2』Yen Press、2021年9月11日。ISBN 978-1-9753-3615-8。